# Lago Ashi
Il lago Ashi (芦ノ湖? Ashi-no-ko), conosciuto anche come lago di Hakone, lago Ashino o lago Ashinoko, è un lago situato nella prefettura di Kanagawa, in Giappone.